# 2021年安庆持刀伤人案
2021年安庆持刀伤人案，也称6·5安庆持刀伤人事件。是2021年6月5日在安徽安庆发生的7人死亡、13人受伤的杀人事件。
行凶者为25岁、无业的吴亮，于2021年11月15日被判处死刑。2022年2月15日被执行死刑。
行凶者对犯罪供认不讳，其动机是发泄不满及家庭问题，自称是悲观主义者。
早在2013年6月23日，吴亮在百度贴吧发布帖文。
今天下午看见父亲的背影似乎很可怜；不过转念一想“就算为了我的同类或者说为了自己，我也绝对不能有怜悯”，最后联想到安庆市六院、安庆的政府、安庆的人、中国人，既然世人是事不关己，高高挂起那我偏要把世人绑在一根绳上，大家一损俱损。爷宁愿被判死刑也不愿老死。放心爷21岁之前是不会动手的，就算动手估计也没啥实质性的伤害，哈哈哈哈哈！记住我的名字《吴亮》别让以后成为你们的恶梦哈哈哈！何须和世人解释那么多，来吧看以后谁的拳头硬！——吴亮